# Caraá
Caraá est une ville brésilienne de la mésorégion métropolitaine de Porto Alegre, capitale de l'État du Rio Grande do Sul, faisant partie de la microrégion d'Osório et située à 84 km au nord-est de Porto Alegre. Elle se situe à une latitude de 29° 47′ 26″ sud et à une longitude de 50° 26′ 03″ ouest, à 38 m d'altitude. Sa population était estimée à 7 131 en 2007, pour une superficie de 294 km2. L'accès s'y fait par les BR-116, BR-386, BR-285 et RS-142.
La municipalité est essentiellement agricole produisant de la canne à sucre, et, conséquemment, du sucre et de la cachaça. Sont aussi produits des choux, des betteraves, des tomates, des haricots, du maïs, du tabac, du riz, du manioc et de la patate douce. Il y a aussi un bon cheptel de porcs et de bovins.
Les habitants de Caraá descendent d'Allemands, d'Italiens (les plus nombreux), de Polonais et de Portugais.
La commune présente un relief accidenté, avec quelques vallées très fertiles, spécialement sur les bords du rio do dos Sinos et du rio Caraá. Tout le territoire communal fait partie du bassin du Jacuí, et on y trouve les sources du rio dos Sinos.

## Villes voisines
- Riozinho
- Maquiné
- Osório
- Santo Antônio da Patrulha